# 11875 Rhône
11875 Rhône è un asteroide della fascia principale. Scoperto nel 1989, presenta un'orbita caratterizzata da un semiasse maggiore pari a 3,1768894 UA e da un'eccentricità di 0,1453662, inclinata di 15,00927° rispetto all'eclittica.